# Китайская баскетбольная ассоциация (организация)
Китайская баскетбольная ассоциация (кит. упр. 中国篮球协会) — национальная некоммерческая спортивная организация в Китайской Народной Республике и представляет Китай на международной арене в ФИБА и ФИБА Азия. Представляет баскетбол как вид спорта во Всекитайской Федерации спорта (кит. упр. 中华全国体育总会). Создана в 1956 году.